# Ronde van Spanje 1987
| Eindklassement      |                       |              |
| Algemeen klassement | Luis Herrera          | 105h 34' 25" |
| Tweede              | Reimund Dietzen       | + 1' 04"     |
| Derde               | Laurent Fignon        | + 3' 13"     |
| Vierde              | Pedro Delgado         | + 3' 52"     |
| Vijfde              | Óscar de Jesús Vargas | + 4' 03"     |
| Zesde               | Vicente Belda         | + 4' 40"     |
| Zevende             | Anselmo Fuerte        | + 4' 59"     |
| Achtste             | Yvon Madiot           | + 5' 25"     |
| Negende             | Henry Cárdenas        | + 7' 08"     |
| Tiende              | Omar Hernández        | + 7' 33"     |
| Puntenklassement    | Alfonso Gutiérrez     | 147 punten   |
| Tweede              | Luis Herrera          | 104 punten   |
| Derde               | Jesús Blanco Villar   | 104 punten   |
| Bergklassement      | Luis Herrera          | 174 punten   |
| Tweede              | Vicente Belda         | 105 punten   |
| Derde               | Henri Abadie          | 97 punten    |

De 42e editie van de Ronde van Spanje werd gehouden in 1987 en duurde van 23 april tot 15 mei. Deze ronde startte met een proloog in Benidorm gewonnen door de Belg Jean-Luc Vandenbroucke die meteen de eerste leiderstrui pakte. De ronde eindigde, zoals te doen gebruikelijk, in de Spaanse hoofdstad Madrid. Er stonden 18 ploegen aan de start. Vooraf waren Laurent Fignon, Pedro Delgado en Sean Kelly de belangrijkste favorieten voor de eindoverwinning. De ronde werd echter verrassend gewonnen door de Colombiaan Luis Herrera, die hiermee de eerste niet-Europeaan en eerste Zuid-Amerikaan werd die de ronde won. De Ierse favoriet Sean Kelly had vier dagen vóór het einde van de ronde nog de leiding in het klassement, maar moest toen met een blessure opgeven, waarna de leiderstrui definitief in bezit kwam van Herrera.
Op het podium werd Herrera vergezeld door de Duitser Reimund Dietzen en de Fransman Laurent Fignon. Het bergklassement werd eveneens gewonnen door Herrera, terwijl het puntenklassement werd gewonnen door de Spanjaard Alfonso Gutiérrez.
De Colombiaanse ploeg Ryalcao Postobón, met als kopman Omar Hernández, won het ploegenklassement in 316h:51':36".
- Aantal ritten: 22 + proloog
- Totale afstand: 3921,0 km
- Gemiddelde snelheid: 38,506 km/h

## Belgische en Nederlandse prestaties

### Belgische etappezeges
- Jean-Luc Vandenbroucke won de proloog in Benidorm.

### Nederlandse etappezeges
- Er waren in deze ronde geen Nederlandse etappeoverwinningen.

## Etappe-overzicht
| Etappe  | Datum    | Van - naar                    | Km                | Etappewinnaar             | Klassementsleider      |
| ------- | -------- | ----------------------------- | ----------------- | ------------------------- | ---------------------- |
| Proloog | 23 april | Benidorm                      | 6,6 Ind. tijdrit  | Jean-Luc Vandenbroucke    | Jean-Luc Vandenbroucke |
| 1       | 24 april | Benidorm - Albacete           | 219               | Sean Kelly                | Sean Kelly             |
| 2       | 25 april | Albacete – Valencia           | 217               | Paolo Rosola              | Roberto Pagnin         |
| 3       | 26 april | Valencia                      | 34,8 Ind. tijdrit | Sean Kelly                | Sean Kelly             |
| 4       | 27 april | Valencia - Villarreal         | 169               | Alfonso Gutiérrez         | Sean Kelly             |
| 5       | 28 april | Salou - Barcelona             | 165               | Roberto Pagnin            | Roberto Pagnin         |
| 6       | 29 april | Barcelona - Andorra           | 220               | Jesús Ignacio Ibáñez Loyo | Sean Kelly             |
| 7       | 30 april | Seo de Urgel - Cerler         | 186               | Laudelino Cubino          | Reimund Dietzen        |
| 8       | 1 mei    | Benasque - Zaragoza           | 219               | Iñaki Gastón              | Reimund Dietzen        |
| 9       | 2 mei    | Zaragoza - Pamplona           | 180               | Antonio Esparza           | Reimund Dietzen        |
| 10      | 3 mei    | Miranda de Ebro - Alto Campoo | 213               | Enrique Aja               | Reimund Dietzen        |
| 11      | 4 mei    | Cangas de Onís - Oviedo       | 179               | Luis Herrera              | Luis Herrera           |
| 12      | 5 mei    | Cangas de Onís - Oviedo       | 142               | Carlos Hernández          | Luis Herrera           |
| 13      | 6 mei    | Luarca - Ferrol               | 223               | Carlos Emiro Gutiérrez    | Luis Herrera           |
| 14      | 7 mei    | Ferrol - A Coruña             | 220               | Juan Fernández            | Luis Herrera           |
| 15      | 8 mei    | A Coruña - Ponteareas         | 185               | Antonio Esparza           | Luis Herrera           |
| 16      | 9 mei    | Ponteareas - Ponferrada       | 237               | Dominique Arnaud          | Luis Herrera           |
| 17      | 10 mei   | Ponferrada - Valladolid       | 221               | Roberto Pagnin            | Luis Herrera           |
| 18      | 11 mei   | Valladolid                    | 24 Ind. tijdrit   | Jesús Blanco Villar       | Luis Herrera           |
| 19      | 12 mei   | Barco de Ávila - Ávila        | 213               | Laurent Fignon            | Luis Herrera           |
| 20      | 13 mei   | Ávila - Segovia               | 183               | Omar Hernández            | Luis Herrera           |
| 21      | 14 mei   | Segovia - Collado Villalba    | 160               | Francisco Rodríguez       | Luis Herrera           |
| 22      | 15 mei   | Alcalá de Henares - Madrid    | 173               | Jaime Vilamajo            | Luis Herrera           |